# Diocèse de Münster
Le diocèse de Münster (en latin Dioecesis Monasteriensis) est un diocèse catholique d'Allemagne, situé en Westphalie du Nord et dans l'arrondissement d'Oldenbourg. Il est suffragant de l'archidiocèse de Cologne.
Sa cathédrale est Saint-Paul de Münster, et le siège épiscopal est actuellement vacant. 

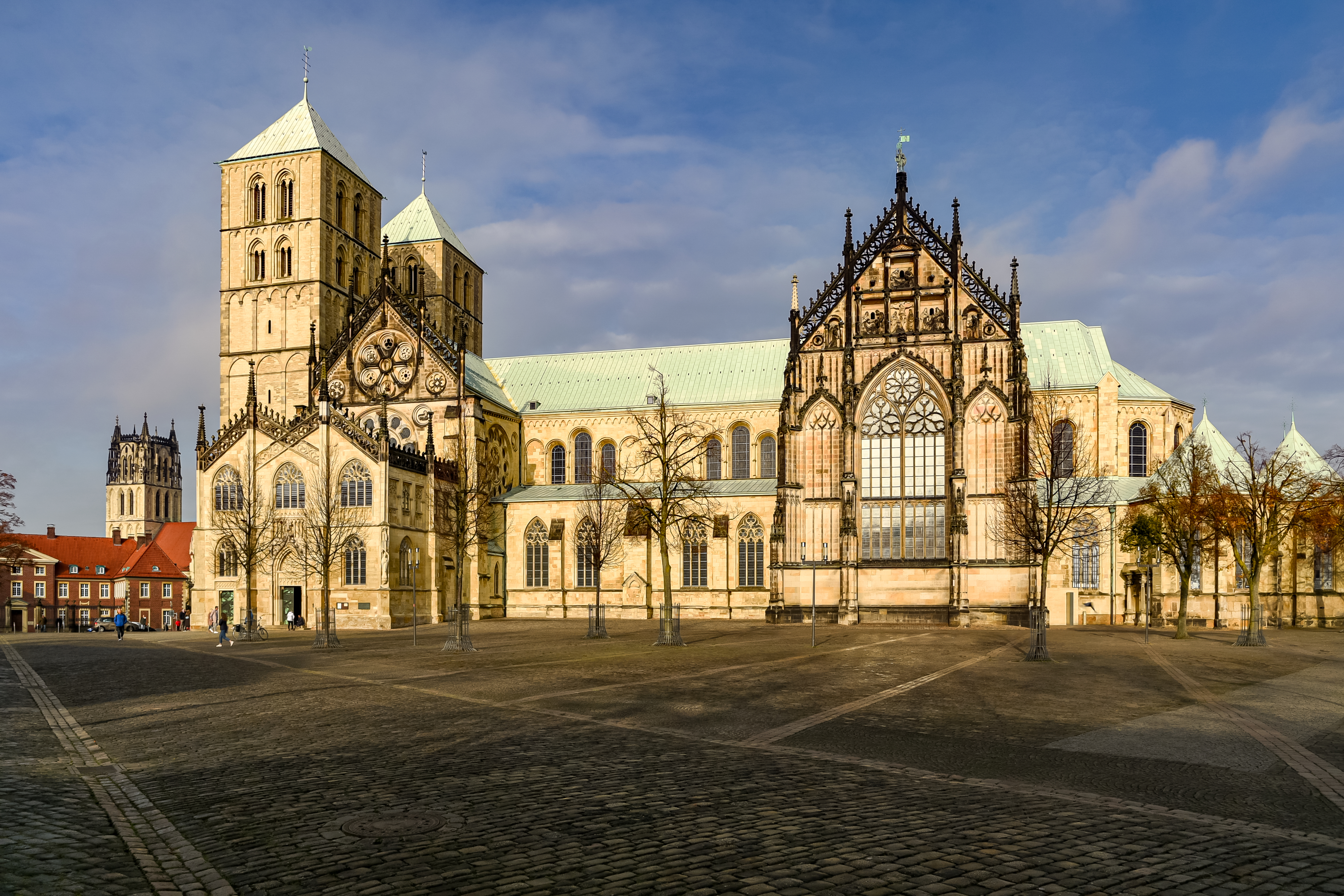
La cathédrale de Münster.

## Histoire
C'est un diocèse ancien, érigé en 800. 
À partir du XIIe siècle, dans le cadre du Saint-Empire romain germanique, l'évêque est aussi le chef temporel de la principauté ecclésiastique de Münster, dont le territoire ne se confond pas entièrement avec celui du diocèse. Elle a été médiatisée en 1803.